# Draparka
Draparka – maszyna włókiennicza, służąca do nadawania tkaninom włochatości, puszystości. Tkanina jest przepuszczana między dwoma wałkami z igłami gładzącymi i drapiącymi. 